# Eugeniusz Jasiewicz
Eugeniusz Józef Jasiewicz h. Rawicz (ur. 30 grudnia 1892 w Łomży, zm. 15 marca 1975 w Londynie) – podpułkownik kawalerii Wojska Polskiego, kawaler Krzyża Srebrnego Orderu Virtuti Militari.

## Życiorys
Eugeniusz Józef Jasiewicz urodził się 30 grudnia 1892 roku w Łomży w rodzinie Stanisława Jasiewicza h. Rawicz (zm. 1917), oficera armii rosyjskiej, i Jadwigi z Dunin-Brzezińskich h. Łabędź (1870–1956). Był bratem Aleksandra Jakuba (1890–1951), Edwarda (1894–1920), Julii (1894–1978), Kazimiery (1904–1974), Stefanii (1906–1939), Konstantego (1910–1922) oraz Wincentego Adama i Jerzego, którzy walczyli w kontrrewolucyjnej armii o wolność Polski. Uczęszczał do gimnazjum w Łomży. Uczestnik szkolnego strajku w 1905 roku. Absolwent Szkoły Korpusu Kadetów (1911) i Wojskowej Szkoły Kawalerii w Jelizawietgradzie (1913). W czasie wojny z Ukraińcami, a następnie wojny z bolszewikami walczył w szeregach 2 pułku Ułanów Grochowskich. Dowodził 3 szwadronem pułku, sformowanym w Siedlcach, który z końcem marca 1919 roku został przemianowany na 5 szwadron. Po zakończeniu działań wojennych pełnił służbę w 24 pułku ułanów w Kraśniku na stanowisku dowódcy szwadronu zapasowego. W 1920 roku uczestniczył w kursie oficerów jazdy w Warszawie, a po jego zakończeniu został zastępcą dowódcy przyfrontowej szkoły jazdy aż do jej rozwiązania w roku 1921. 3 maja 1922 roku został zweryfikowany w stopniu majora ze starszeństwem z 1 czerwca 1919 roku i 48. lokatą w korpusie oficerów jazdy. W lipcu 1926 roku powierzono mu pełnienie obowiązków zastępcy dowódcy 7 pułku strzelców konnych Wielkopolskich. 12 kwietnia 1927 roku awansował do stopnia podpułkownika ze starszeństwem z dniem 1 stycznia 1927 roku i 4. lokatą w korpusie oficerów kawalerii. 12 marca 1929 roku został wyznaczony na stanowisko rejonowego inspektora koni w Mołodecznie, pozostając oficerem nadetatowym 7 psk. W styczniu 1931 roku został wyznaczony na stanowisko zastępcy dowódcy 22 pułku Ułanów Podkarpackich w Brodach. 4 lipca 1935 roku został mianowany dowódcą tego pułku. 14 października 1936 roku inspektor armii, generał dywizji Stanisław Burhardt-Bukacki wystawił mu niezbyt pochlebną opinię: „mała inteligencja, pracuje wyłącznie na pokaz. Ma zdrowy zmysł taktyczny, ale na wyższe stanowisko nie nadaje się. Na ogół przeciętny”. W 1937 roku objął obowiązki na stanowisku komendanta miasta Łodzi. W maju 1939 roku na tym stanowisku zastąpił go pułkownik dyplomowany Kazimierz Dziurzyński. Z dniem 31 sierpnia 1939 roku miał być przeniesiony w stan spoczynku.
Po II wojnie światowej przebywał na emigracji w Wielkiej Brytanii. Zmarł w Londynie.
Był mężem Romany Stanisławy z Chrzanowskich h. Suchekomnaty (1886–1960), z którą mieli córkę Danutę.

## Ordery i odznaczenia
- Krzyż Srebrny Orderu Wojskowego Virtuti Militari nr 4002 (30 czerwca 1921)[21]
- Krzyż Walecznych (trzykrotnie)
- Złoty Krzyż Zasługi (16 marca 1934)[22]